# 대옥아전기
《대옥아전기》(중국어 간체자: 大玉儿传奇, 정체자: 大玉兒傳奇, 병음: Dàyùérchuánqí)는 2015년에 방영된 징톈, 징러, 녜위안 주연의 쓰촨 방송국의 텔레비전 드라마로 중국 청나라의 황제 순치제의 모후인 효장문황후의 일대기를 그린 작품이다.

## 등장 인물

### 주요 인물
- 징톈 : 대옥아 역
- 징러 : 도르곤 역
- 녜위안 : 홍타이지 역

### 기타 인물
- 장린징 : 철철 역
- 머우싱 : 소말아 역
- 허화 : 해란주 역
- 우양 : 소옥아 역
- 가오지차이 : 푸린 역
- 잉이쉬안 : 어린 푸린 역
- 쑨완팅 : 약혜, 완운 역
- 위룽광 : 누르하치 역
- 후이잉훙 : 아바하이 역
- 천위천: 도도 역
- 류빙레이: 아지거 역
- 양훙우: 다이샨 역
- 쑨자오룽: 망굴타이 역
- 톈펑: 지르갈랑 역
- 양궁레이: 요토 역
- 구퉁보: 쇼토 역
- 장팅팅 : 만옥 역
- 류쉐이 : 에제이 역
- 쩡이쉬안 : 녹주 역
- 쑤사오항 : 롱거 역
- 선잉 : 나목종 역
- 리원하오 : 보구르 역
- 완페이신 : 호오거 역
- 리쥐안메이 : 망구지 역
- 뤄다타오 : 오량보 역
- 황하이빙 : 원숭환 역
- 우청즈 : 범문정 역
- 천웨 : 손승종 역
- 딩충 : 홍승주 역